# Götavirke
Götavirke (Diga dei Geati) è un termine che indica due mura difensive parallele che corrono sull'asse nord-sud tra i villaggi di Västra Husby (58°29′N 16°10′E) e Hylinge (58°28′N 16°10′E) in Östergötland, Svezia. Le mura coprono la distanza tra i laghi Asplången (58°30′N 16°08′E) e Lillsjön (58°28′N 16°10′E). A nord di Asplången sono presenti i resti di numerose fortificazioni che potrebbero aver fatto parte della linea difensiva. A sud del lago Lillsjön, il terreno era talmente duro da attraversare che non necessitava di particolari difese.
Le mura sembrano costruite per proteggere la terra dei Geati  attorno all'attuale Linköping dagli attacchi provenienti dal Mar Baltico. Scavi archeologici hanno dimostrato che le mura vennero costruite attorno all'VIII secolo. Altre strutture difensive vennero erette per 20 km lungo la stretta baia di Slätbaken che unisce il Mar Baltico a Götavirke, e sopravvissero a quando, durante il periodo vichingo, le acque si sollevarono di circa 1,5 metri. Le misure prese dai Geati per difendere la strada non hanno pari durante l'era vichinga svedese.
Le mura sostenevano una palizzata in legno e, dietro a questo, vi sono tracce di una strada militare, il che la rende simile alla Danevirke che protegge oggi la città di Hedeby. Non esistono città vichinghe conosciute nei pressi di Götavirke.